# NGC 801
NGC 801 je galaksija u zviježđu Andromeda.

## Vanjske poveznice
- SEDS: NGC 801